# Berufsfeuerwehr

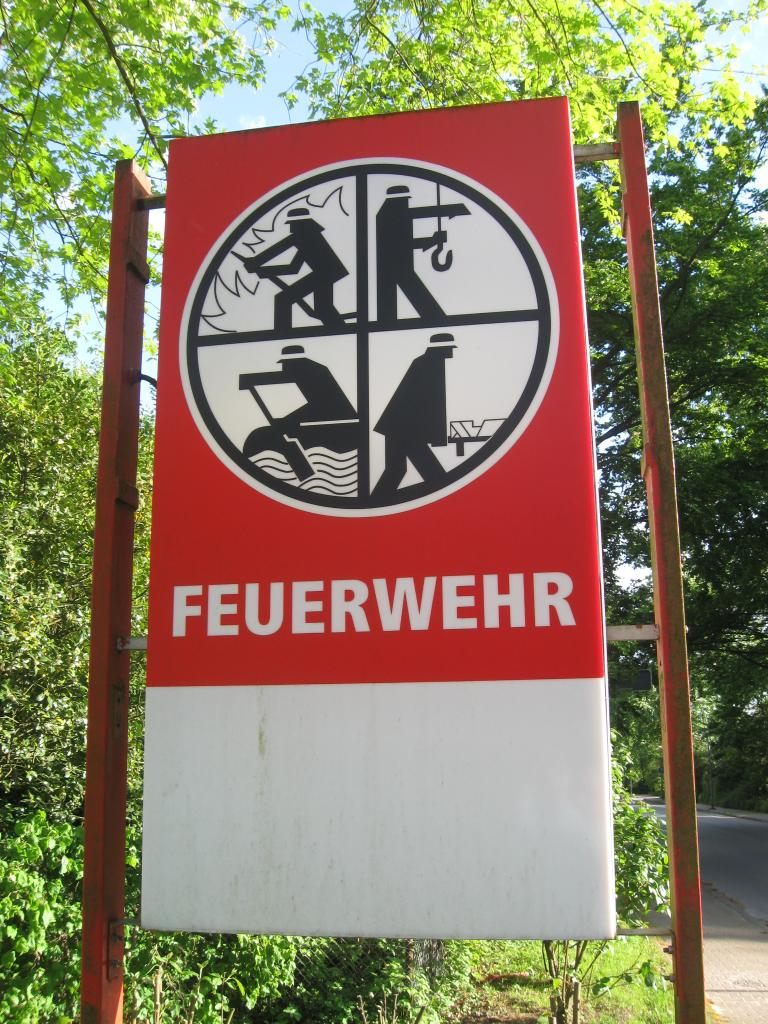
Signet der Feuerwehr in Deutschland

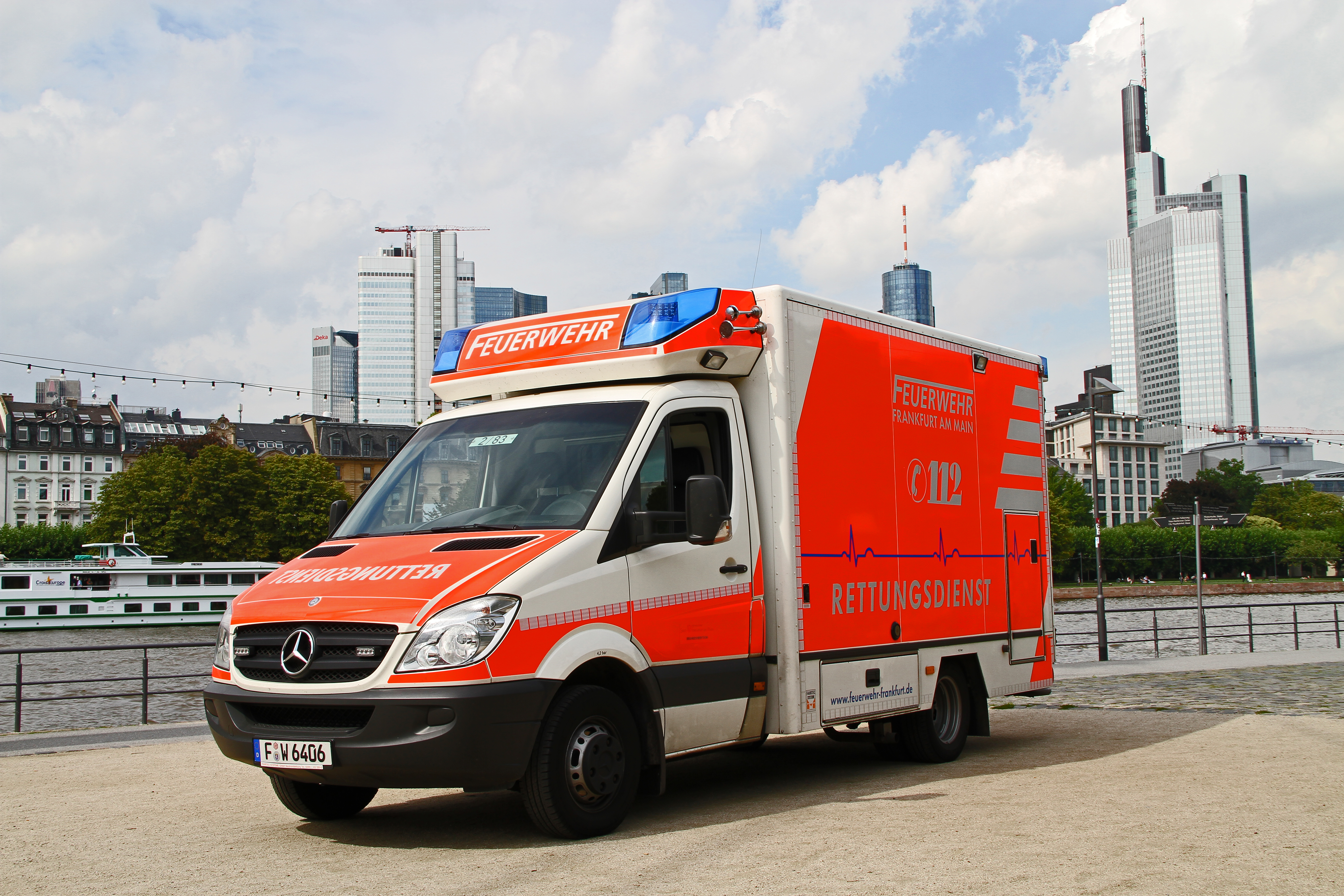
Berufsfeuerwehren übernehmen oft zusätzliche Aufgaben, zum Beispiel Rettungsdienst: Rettungswagen der Berufsfeuerwehr Frankfurt am Main

Eine Berufsfeuerwehr (BF) ist eine hauptamtlich eingerichtete, kommunale Feuerwehr, die in der Regel nur aus fest angestellten (oder verbeamteten) Einsatzkräften besteht. In der Schweiz wird der Begriff auch für Betriebsfeuerwehren großer Flughäfen oder Industriebetriebe verwendet.

## Deutschland

### Aufstellen einer Berufsfeuerwehr

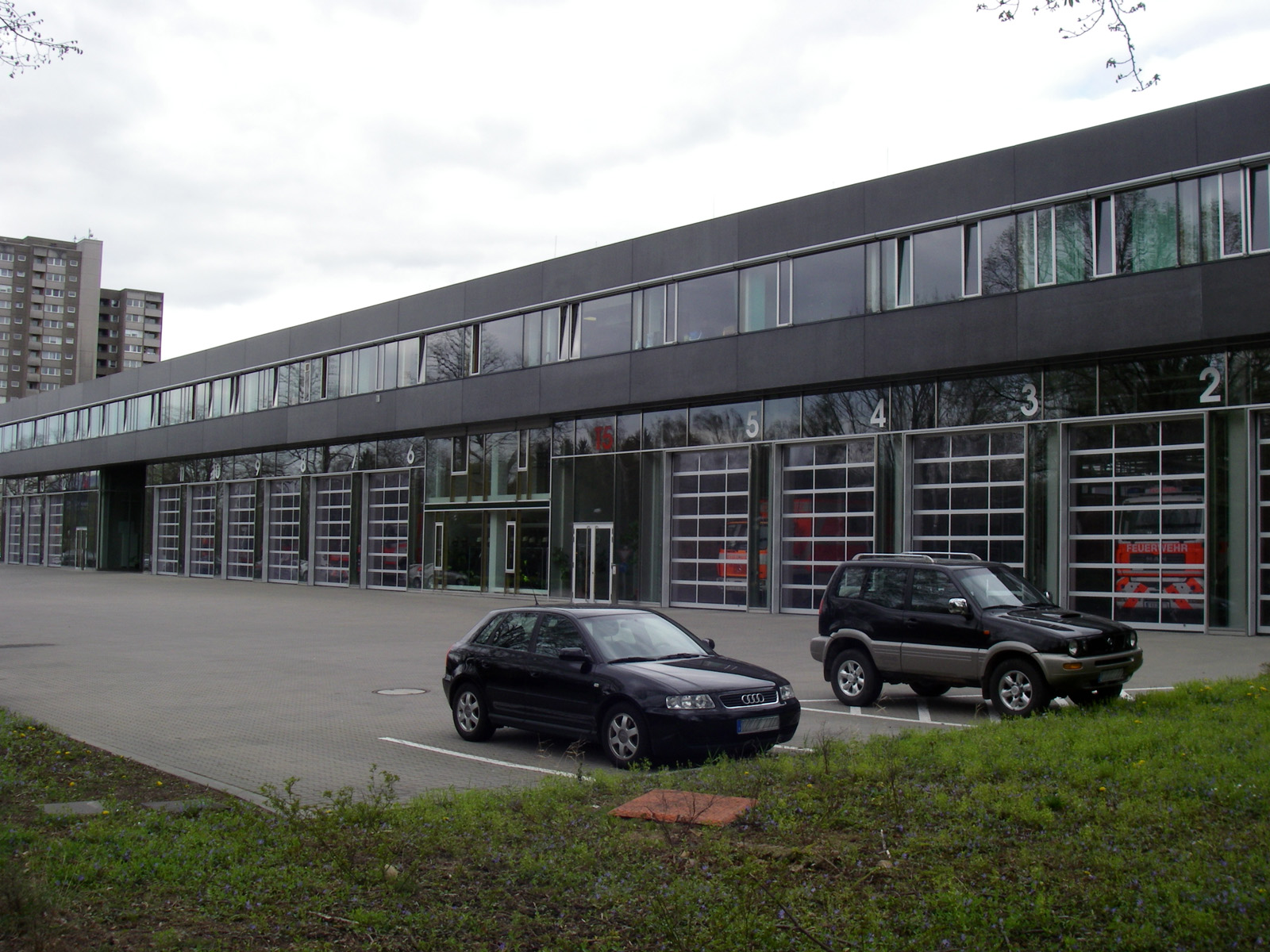
Feuer- und Rettungswache 1 der Berufsfeuerwehr Frankfurt am Main

In Deutschland ist es in den Brandschutzgesetzen der einzelnen Bundesländer geregelt, wann eine Berufsfeuerwehr eingerichtet werden muss. Das Vorhalten einer Berufsfeuerwehr entbindet in den meisten Bundesländern die Kommune nicht von der Einrichtung einer Freiwilligen Feuerwehr (z. B. Sachsen-Anhalt). Die Verpflichtung einer Kommune zur Unterhaltung einer Berufsfeuerwehr richtet sich entweder nach der Einwohnerzahl oder dem Status einer Stadt (z. B. Kreisfreie Stadt in Nordrhein-Westfalen). In einigen Bundesländern ist eine Grenze von 100.000 Einwohnern festgelegt (z. B. in Hessen, Thüringen und Baden-Württemberg). Allerdings unterhalten auch einige Städte eine Berufsfeuerwehr, obwohl sie dazu gesetzlich nicht verpflichtet wären (z. B. Gießen, Lünen, Eisenach, Minden, Cuxhaven oder Iserlohn). Einen Überblick über alle kommunalen Berufsfeuerwehren in Deutschland bietet die Liste der deutschen Städte mit einer Berufsfeuerwehr. Auch gibt es Städte, die keine Berufsfeuerwehr betreiben, obwohl sie eigentlich dazu gesetzlich verpflichtet sind, aber eine Sondergenehmigung besitzen.
Feuerwehren mit hauptamtlichen Kräften, die allerdings keine Berufsfeuerwehr sind, werden in Deutschland entsprechend als „Freiwillige Feuerwehr mit hauptamtlichen Kräften“ bezeichnet. Die einzelnen Ländergesetze regeln deren Einrichtung (z. B. große und mittlere, kreisangehörige Städte in Nordrhein-Westfalen).
In Baden-Württemberg gilt die Bezeichnung „Freiwillige Feuerwehr“, wenn die Feuerwehr aus freiwilligen Abteilungen besteht, denen aber auch hauptamtlich angestellte Kräfte angehören können. Ist eine Einsatzabteilung der Berufsfeuerwehr oder eine Einsatzabteilung mit hauptamtlichen Kräften eingerichtet, führt sie die Bezeichnung „Feuerwehr“.
Bei Feuerwehren, die angestellte Gerätewarte beschäftigen, sind dies in der Regel keine hauptamtlichen Feuerwehrkräfte, sondern Angestellte der Kommune. Im Einsatzfall werden sie dann wie normale Einsatzkräfte von der Arbeit als freiwillige Feuerwehrleute freigestellt.
Um hier zu differenzieren, ist beispielsweise im niedersächsischen Brandschutzgesetz die Möglichkeit einer Hauptberuflichen Wachbereitschaft (HWB) festgelegt. Der Begriff ist gegen den üblichen, aber recht unscharfen Begriff „hauptamtlich“ abgegrenzt und beschreibt eine Abteilung einer Freiwilligen Feuerwehr, die aus Beamten oder Angestellten im feuerwehrtechnischen Dienst besteht, also aus Berufsfeuerwehrfrauen und -männern (und nicht aus den oben genannten Mitarbeitern und Mitarbeiterinnen der Kommune, welche Mitglieder der Freiwilligen Feuerwehr sind). Damit sind diese Abteilungen faktisch (kleinere) Berufsfeuerwehren innerhalb der ehrenamtlichen und freiwilligen Strukturen.
Umgekehrt ist in einer Stadt mit einer, auch als solche bezeichneten, Berufsfeuerwehr, die Leitung der Berufsfeuerwehr in der Regel auch für den Leistungsstand der Freiwilligen Feuerwehr verantwortlich.
In Deutschland sind Brandschutzabteilungen der größeren Flughäfen und größerer Industriewerke keine Berufsfeuerwehren, sondern Werkfeuerwehren (angeordnet oder anerkannt durch das zuständige Regierungspräsidium) oder Betriebsfeuerwehren. Diese privaten Feuerwehren zählen nicht zu den öffentlichen Feuerwehren und rücken (mit einigen Ausnahmen) nur zu Einsätzen auf dem jeweiligen Werk- oder Flughafengelände aus. Solche Feuerwehren können sich aus neben- und hauptberuflichen Kräften zusammensetzen, die dieselbe oder gar eine weitergehende Ausbildung wie Angehörige von öffentlichen Feuerwehren durchlaufen.

### Organisation
Die Berufsfeuerwehren sind in Deutschland Ämter oder Fachbereiche der jeweiligen Städte (Teil der Stadtverwaltung), welche die Aufsicht über den lokalen Brand- und Katastrophenschutz ausüben. Hauptaufgabe ist das Bereithalten einer Einsatzabteilung, zusätzlich wirken sie bei Baugenehmigungen, Brandschutzbegehungen, Brandschutzerziehung, Erstellen von Einsatzplänen und Sonderschutzplänen, Betrieb einer Leitstelle, Beschaffung von Einsatzfahrzeugen und Technik, sowie anderen Aufgaben mit. Je nach Landesgesetz und kommunaler Regelung kann auch die Organisation des Rettungsdienstes in das Ressort dieser Ämter fallen.

#### Einsatzkräfte des abwehrenden Brandschutzes und Rettungsdienstes
Die Einsatzkräfte der Berufsfeuerwehr, organisiert in Wachabteilungen, besetzen die vorhandenen Feuer- und Rettungswachen der Berufsfeuerwehr im Stadtgebiet. Je nach Größe der Kommune gibt es eine oder mehrere Standorte. Auf den Wachen werden Fahrzeuge des abwehrenden Brandschutzes, der technischen Hilfeleistung und der sonstigen Gefahrenabwehr und in vielen Bundesländern auch Rettungsdienst-Fahrzeuge vorgehalten. Die Besatzungen bestehen zum größten Teil aus Beamten des mittleren und gehobenen feuerwehrtechnischen Dienstes.

#### Freiwillige Feuerwehr
In allen Städten mit einer Berufsfeuerwehr existieren in der Regel zusätzliche Einheiten der Freiwilligen Feuerwehr. In Deutschland ist es oft so geregelt, dass die Freiwillige Feuerwehr zur Verstärkung oder Ablösung der Berufsfeuerwehr bei größeren Einsätzen nachgefordert wird.
In peripheren Stadtteilen besitzt die Freiwillige Feuerwehr oft eigene Feuerwehrhäuser, von wo aus diese ausrückt, entweder
- als Ergänzung zu der Einheit der Berufsfeuerwehr (insbesondere bei Städten mit nur einer Berufswache)
- wenn durch das Alarmieren ein Zeitvorteil beim Eintreffen der Kräfte gewonnen werden kann (meist in Städten mit kleinerer Berufsfeuerwehr mit einem Standort oder in großen Flächen-Städten wie Berlin, München, die dabei auf der Anfahrt in die Peripherie der Stadt länger braucht als die alarmierten freiwilligen Kräfte in dem betroffenen Standort)
- der Einsatz eine bestimmte Größe nicht überschreitet und man dabei den Zeitvorteil für den Stadtkern der Berufsfeuerwehr nicht riskieren möchte, indem man diese Einheit in die Peripherie schickt

oder
- bei vielen, gleichzeitig auftretenden Schadensereignissen (z. B. Unwetter).

Es gibt aber auch Freiwillige Feuerwehren, mit eigenem Ausrücke- und Zuständigkeitsbereich. Hier wird die Freiwillige Feuerwehr dann trotz Vorhandensein einer Berufsfeuerwehr bei allen Einsatzstichworten primär alarmiert, die Berufsfeuerwehr unterstützt hierbei nur bei Bedarf.
In vielen Städten wie z. B. Hamburg halten die verschiedenen Einheiten der Freiwilligen Feuerwehr zudem auch Sondereinheiten mit speziell ausgebildeten Kräften und den nötigen Fahrzeugen und Geräten vor, beispielsweise für die Bereiche Versorgung, Fernmeldedienst, Wasserversorgung, Wasserrettung, schwere technische Hilfeleistung, First Responder und Gefahrgut.

### Personal
Das Personal einer Berufsfeuerwehr setzt sich aus Beamten des mittleren, gehobenen und höheren feuerwehrtechnischen Dienstes zusammen. Dieses ist in verschiedene Wachabteilungen eingeteilt, die in der Regel im 12- oder 24-Stunden-Schichtbetrieb ihren Arbeits- und Bereitschaftsdienst auf der Feuerwache leisten.
Hinzu kommen Angestellte, die für Verwaltungsaufgaben zuständig sind, sowie weitere Beamte, die in einer Leitstelle eingesetzt werden oder auch einzelne Abteilungen leiten, sowie Beamte, die behördliche Aufgaben im vorbeugenden Brand- und Katastrophenschutz übernehmen.

#### Einstellung
Der Dienst bei einer Berufsfeuerwehr ist in Deutschland im Allgemeinen sehr beliebt, sodass bei vielen Auswahlverfahren nur rund 3 % der Bewerber ein Stellenangebot bekommen. Die Zugangsvoraussetzungen richten sich dabei nach den jeweiligen Laufbahnverordnungen der Bundesländer:
- mittlerer feuerwehrtechnischer Dienst – Hauptschulabschluss, abgeschlossene Berufsausbildung – meist in einem Handwerk, EU-Bürger, gesundheitliche Eignung. Einige Berufsfeuerwehren bieten mittlerweile einen Einstieg im Stufenmodell (der Laufbahnausbildung vorgeschaltete Berufsausbildung), oder einen Einstieg direkt nach dem Abitur (oder einem gleichwertigen Abschluss) an.
- gehobener feuerwehrtechnischer Dienst – Fachhochschulreife, Diplom/Bachelor in einem technischen oder naturwissenschaftlichen (Fach-)Hochschulstudiengang, ansonsten wie im mittleren feuerwehrtechnischen Dienst
- höherer feuerwehrtechnischer Dienst – Allgemeine Hochschulreife, Diplom/Master in einem naturwissenschaftlichen/technischen Hochschulstudiengang, ansonsten wie im mittleren Feuerwehrtechnischen Dienst. Ein positives Votum des Deutschen Städtetages ist bei einigen Berufsfeuerwehren Voraussetzung zur Einstellung.
- Rettungsdienst – da Berufsfeuerwehren häufig auch im Rettungsdienst tätig sind, besteht zudem die Möglichkeit als Notfallsanitäter hier eine Stelle zu erhalten, die sich dann jedoch auf den Tätigkeitsbereich im „Rettungsdienst“ beschränkt.
- Die Stellen im Verwaltungsbereich werden in der Regel an Beamte des (mittleren, gehobenen u. höheren) allgemeinen nichttechnischen Verwaltungsdienstes und Kommunalangestellte vergeben.

#### Arbeitsbedingungen
Berufsfeuerwehrleute haben in Deutschland aufgrund des weit verbreiteten 24-Stunden-Schichtrhythmus eine durchschnittliche Wochenarbeitszeit von 48 Stunden (bis 2007 56 Wochenstunden). Neben Feuerwehreinsätzen verrichten sie auch an ihren Ausbildungsberufen orientierte Tätigkeiten oder nehmen an Aus-/Fortbildungsveranstaltungen und am Dienstsport teil. Entsprechend den zurzeit noch gültigen Regelungen beenden Feuerwehrleute ihre aktive Dienstzeit, je nach Bundesland und Verwendung, ab dem Erreichen des 60. bis 64. Lebensjahres.

### Geschichte

#### Mittelalter und frühe Neuzeit
Aufgrund der engen Bebauung der Städte auch im Mittelalter war dort der Brandschutz schon immer ein bedeutendes Thema. Die Brandbekämpfung basierte damals in der Regel auf einer allgemeinen Hilfeleistungspflicht für alle Bürger einer Stadt. Aus damaligen Feuerlöschordnungen geht hervor, dass in größeren Städten in der Regel Türmer oder die Stadtwache verpflichtet war Brände zu melden. Außerdem wurde darin festgelegt, welche Berufsgruppe/Zunft mit welcher Aufgabe betraut war. So lag es etwa nahe die Dachdecker dazu zu verpflichten Leitern zu stellen. Alle übrigen Bürger mussten sich an einem festgelegten Platz versammeln und sich verschiedenen Aufgaben zuteilen lassen.
Besonders in der Zeit des Dreißigjährigen Krieges war der Brandschutz lebensnotwendig, da eventuelle Angreifer einen Brand durchaus als willkommene Schwächung der Abwehreinrichtungen einer Stadt nutzen konnten.
Auf das Missachten der Pflicht zur Hilfe bei Bränden sowie auf vorsätzliche wie fahrlässige Brandstiftung standen in der Regel empfindliche Strafen.

#### 17./18. Jahrhundert
Von der Mitte des 17. bis Ende des 18. Jahrhunderts wurde das Feuerlöschwesen in Deutschlands Städten novelliert. Anlass hierzu war die Entwicklung neuer, technischer Geräte, wie etwa 1766 der Handdruckspritze, die eine effektivere Brandbekämpfung ermöglichten. Außerdem wurden vielerorts Löscheimer oder Feuerleitern von den Gemeinden angeschafft und allein für den Brandfall vorgehalten. Sie bestimmten bis zum Ende des 19. Jahrhunderts das Bild und die Arbeitsweise der Feuerwehren in Deutschland.

#### 19. Jahrhundert
Im 19. Jahrhundert entstanden zunehmend die modernen Feuerwehren. Meist entstanden diese aus Turnvereinen und Studentenverbindungen, die sich in den Dienst der Allgemeinheit stellten. Weitere technische Neuerungen, wie etwa Hydranten, machten es zudem nicht mehr nötig, dass alle Bürger der wachsenden Städte für den Brandschutzdienst herangezogen werden mussten. Dazu kam eine zunehmende Ausbildung und militärähnliche Organisation der Feuerwehren.
Ende des 19. Jahrhunderts wurden in den größten Städten erstmals hauptamtliche Kräfte für den Brandschutzdienst eingestellt, womit die Geburtsstunde der ersten Berufsfeuerwehren schlug. Als erste Berufsfeuerwehr Deutschlands gilt die von Berlin (1851). Die ersten ständig besetzten Feuerwachen gab es in Memel (Ostpreußen) und Berlin (ab 1854).

#### Von 1900 bis 1950
Im Jahr 1900 gründete sich der Verband deutscher Berufsfeuerwehren, der sich bald in Verband deutscher Berufsfeuerwehroffiziere umbenannte. Nach dem Ersten Weltkrieg erfolgte nochmals eine Umbenennung in Reichsverein deutscher Feuerwehringenieure (R.D.F). Während die R.D.F. eine Vereinigung von Oberbeamten im Feuerwehrdienst war, sammelten sich die Beamten der Berufsfeuerwehren in dem Verband deutscher Berufsfeuerwehrmänner. Heute sind die Berufsfeuerwehren durch die im Juni 1952 gegründete Arbeitsgemeinschaft der Leiter der Berufsfeuerwehren (AGBF) im Deutschen Städtetag (DST) und als Bundesgruppe im Deutschen Feuerwehrverbandes vertreten.
In der ersten Hälfte des 20. Jahrhunderts wurden die meisten Feuerwehren motorisiert, zudem standen nun auch Motorspritzen und Drehleitern zur Verfügung. Diese waren auch nötig, da durch den Ersten Weltkrieg die Anzahl feuerwehrtauglicher Männer deutlich zurückging. In den Jahren danach musste oft mit veraltetem Gerät gearbeitet werden, da Neubeschaffungen aufgrund der Inflation nicht möglich waren. Im Jahr 1929 bestanden auf dem Gebiet des Deutschen Feuerwehrverbandes bereits 65 Berufsfeuerwehren, die meist mit Freiwilligen Feuerwehren in ihren Städten den Brandschutz gewährleisteten.
Mit der Machtergreifung des Nationalsozialisten Hitler erlebte das Feuerlöschwesen wiederum einen Aufschwung, was in Vorbereitung des Zweiten Weltkrieges unumgänglich war. Unter anderem stammt das Konzept von Löschgruppenfahrzeugen aus dieser Zeit, auch das Martinshorn wurde in dieser Zeit entwickelt. Im Jahr 1935 wurden die Feuerwehren durch das Luftschutzgesetz aufgelöst und in die Feuerlöschpolizei umgewandelt, diese ging 1939 vollends in der Polizei auf. Zu dieser Zeit gab es in den Städten von Norddeutschland hauptsächlich bereits Berufsfeuerwehren, während Süddeutschland in der Regel nur Freiwillige Feuerwehren besaß. Da viele Männer bei der Mobilmachung eingezogen wurden, entstanden dann in den Jahren des Zweiten Weltkrieges auch Frauenfeuerwehren, die besonders bei den Bombardierungen deutscher Großstädte verlustreiche Einsätze bewältigen mussten.
Nach dem Ende des Zweiten Weltkrieges wurde der Brandschutz zunächst improvisatorisch mit Fahrzeugen aus dem „Dritten Reich“ aufrechterhalten.

#### Ab 1950

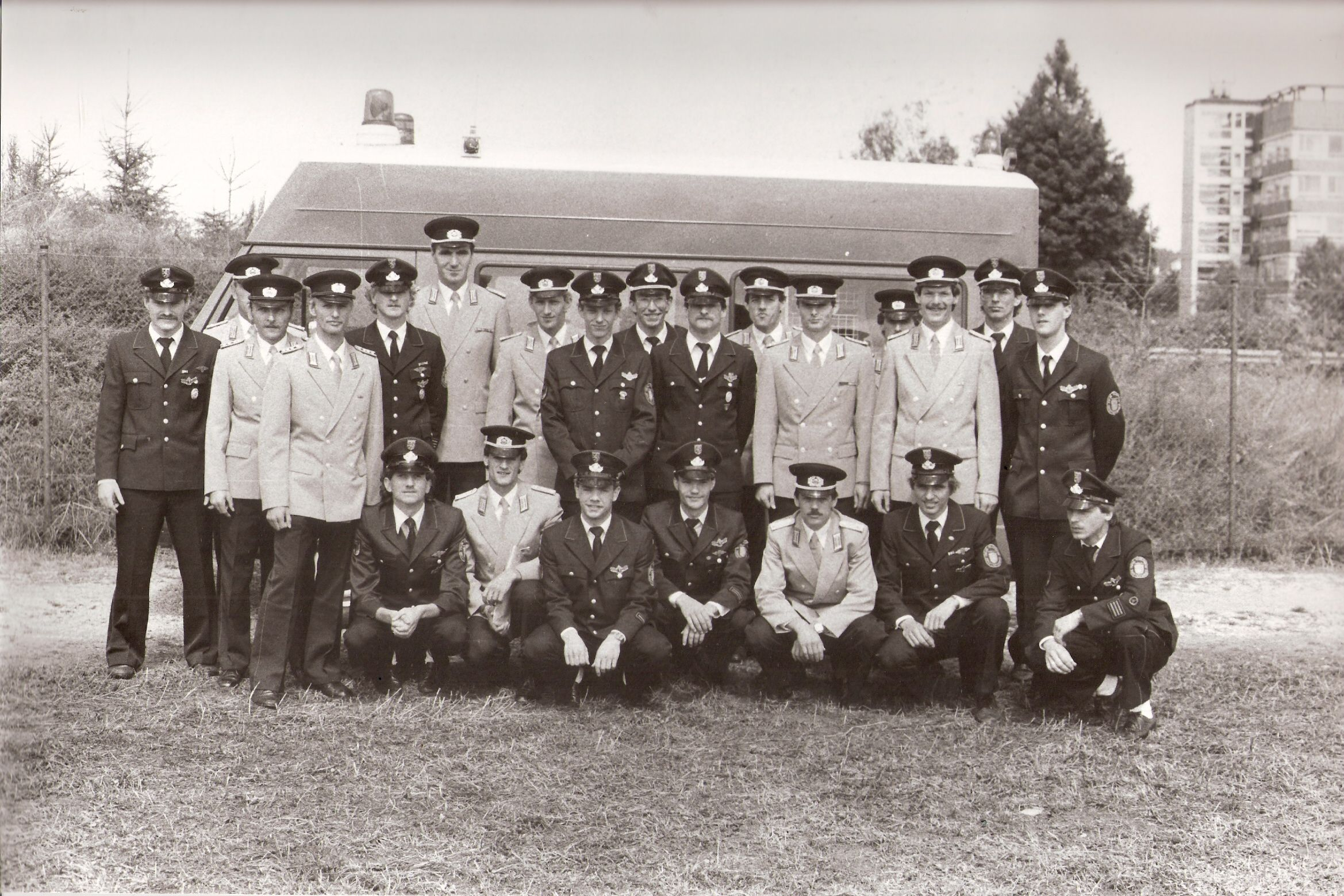
Feuerwehrolympiade des Weltfeuerwehrverbandes CTIF im Juli 1985: Die DDR-Feuerwehr-Auswahlmannschaft der Berufsfeuerwehren (helle Uniformen) und die einzige Sportwettkampf-Mannschaft des DFV (FF Beselich-Obertiefenbach) (dunkle Uniformen)

Erst in den 1950er Jahren wurden viele Feuerwehren neu gegründet und mit neuen Geräten ausgestattet. Neben und aus den Freiwilligen Feuerwehren entstanden auch zahlreiche zusätzliche Berufsfeuerwehren, die nun auch bereits mit BOS-Funk ausgerüstet wurden. Seitdem kamen zahlreiche technische Neuerungen hinzu, so dass (Berufs-)Feuerwehren heute Einsatzgruppen sind, die neben der Brandbekämpfung ein vielfältiges Einsatzspektrum abdecken können.
In der DDR war die Berufsfeuerwehr als Dienstzweig in die Volkspolizei eingegliedert.
Bei den Internationalen Feuerwehrwettkämpfen des Weltfeuerwehrbandes CTIF, die seit dem Jahr 1973 ausgetragen werden, waren zunächst bei den Feuerwehrsportwettkämpfen nur Berufsfeuerwehren startberechtigt. Ab 1985 sind auch Freiwillige Feuerwehren zugelassen. Bei der im Juli 1985 veranstalteten VIII. Feuerwehr-Olympiade in Vöcklabruck/Österreich kam es zu einer deutsch-deutschen Begegnung zwischen DDR-Berufsfeuerwehrleuten und der DFV-Sportwettkampfgruppe der Freiwilligen Feuerwehr aus Hessen.

### Technik

#### Löschzug
Siehe Hauptartikel Löschzug
Der Löschzug als Standardeinsatzeinheit einer Berufsfeuerwehr besteht bundesweit in aller Regel aus zwei Löschfahrzeugen und einem Hubrettungsfahrzeug. Regional abhängig kann hier noch ein Einsatzleitwagen (ELW) hinzukommen. Genauere Informationen zu diesen Fahrzeugtypen befinden sich in den jeweiligen Artikeln.

#### Spezialeinheiten
Neben dem Löschzug betreiben Berufsfeuerwehren abhängig von den regionalen Gegebenheiten weitere Spezialeinheiten, wie Wasserrettungszug, Gefahrstoffzug, Höhenrettungsgruppe, Rettungstaucher, Krisenintervention/SBE-Teams und vieles mehr. Informationen über deren Einsatzfahrzeuge bietet der Artikel Feuerwehrfahrzeuge in Deutschland.

### Feuerwache
Eine moderne Feuerwache ist ein Gebäude, das vielfältige Arbeitsbereiche in sich beherbergt, die weit über Fahrzeughalle und Bereitschaftsräume hinausgehen.

## Österreich

### Geschichte
Die Berufsfeuerwehr Wien gilt mit dem Gründungsdatum 1686 als die älteste Berufsfeuerwehr der Welt. In einer Instruktion eines Herrn Unterkämmerers bei Gem. Wien wird die Entlohnung von vier Feuerknechten mit zwei Gulden Wochenlohn erwähnt. Die Berufsfeuerwehr Wien ist auch die mit Abstand größte Feuerwehr in Österreich. Sie betreut ein Schutzgebiet von 415 Quadratkilometern. Im Juni 1853 wurde die Berufsfeuerwehr der Landeshauptstadt Graz gegründet. Im Jahr 1889 entstand der Bundesfeuerwehrverband als Dachverband aller Feuerwehren in Österreich. Entsprechend den staatlichen Grenzen gehörten damals auch die heute tschechischen und schlesischen Feuerwehren mit dazu. So zählte man 1897 im damaligen Österreich-Ungarn neben 11.190 Freiwillige Feuerwehren und zahlreiche Pflichtfeuerwehren in Galizien rund 20 Berufsfeuerwehren.

### Standorte
Berufsfeuerwehren gibt es in Österreich in allen Städten mit über 100.000 Einwohnern. Dabei handelt es sich um die folgenden sechs Landeshauptstädte:
- Berufsfeuerwehr der Bundeshauptstadt Wien
- Berufsfeuerwehr der Landeshauptstadt Graz
- Berufsfeuerwehr der Landeshauptstadt Innsbruck[11]
- Berufsfeuerwehr der Landeshauptstadt Klagenfurt
- Berufsfeuerwehr der Landeshauptstadt Linz[12]
- Berufsfeuerwehr der Landeshauptstadt Salzburg[13]

### Berufsbild
Da es in Österreich derzeit noch kein Berufsbild des Feuerwehrmannes gibt, sind die Beschäftigten bei der jeweiligen Stadt angestellt und dem Feuerwehrdienst zugeteilt. Das Aufnahmeverfahren für Berufsfeuerwehren findet entsprechend der Richtlinie für die Aufnahme für den Einsatzdienst zu einer Berufsfeuerwehr, herausgegeben vom Österreichischen Bundesfeuerwehrverband, statt.

## Schweiz

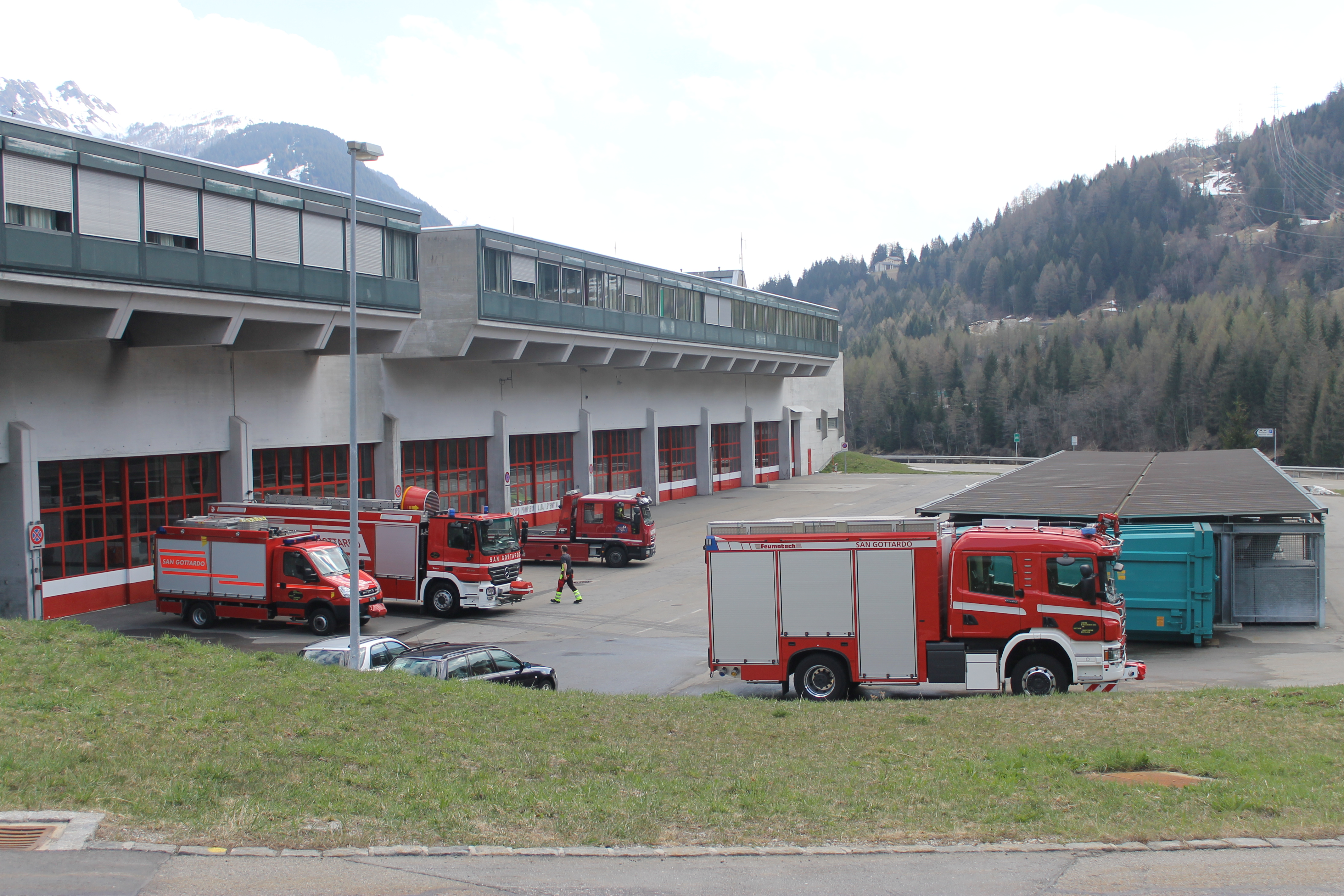
Centro d’intervento del San Gottardo. Berufsfeuerwehr der Schweizer Armee in Airolo zum Schutz des Gotthard-Strassentunnel und der Autobahn A2 im Gotthard-Massiv

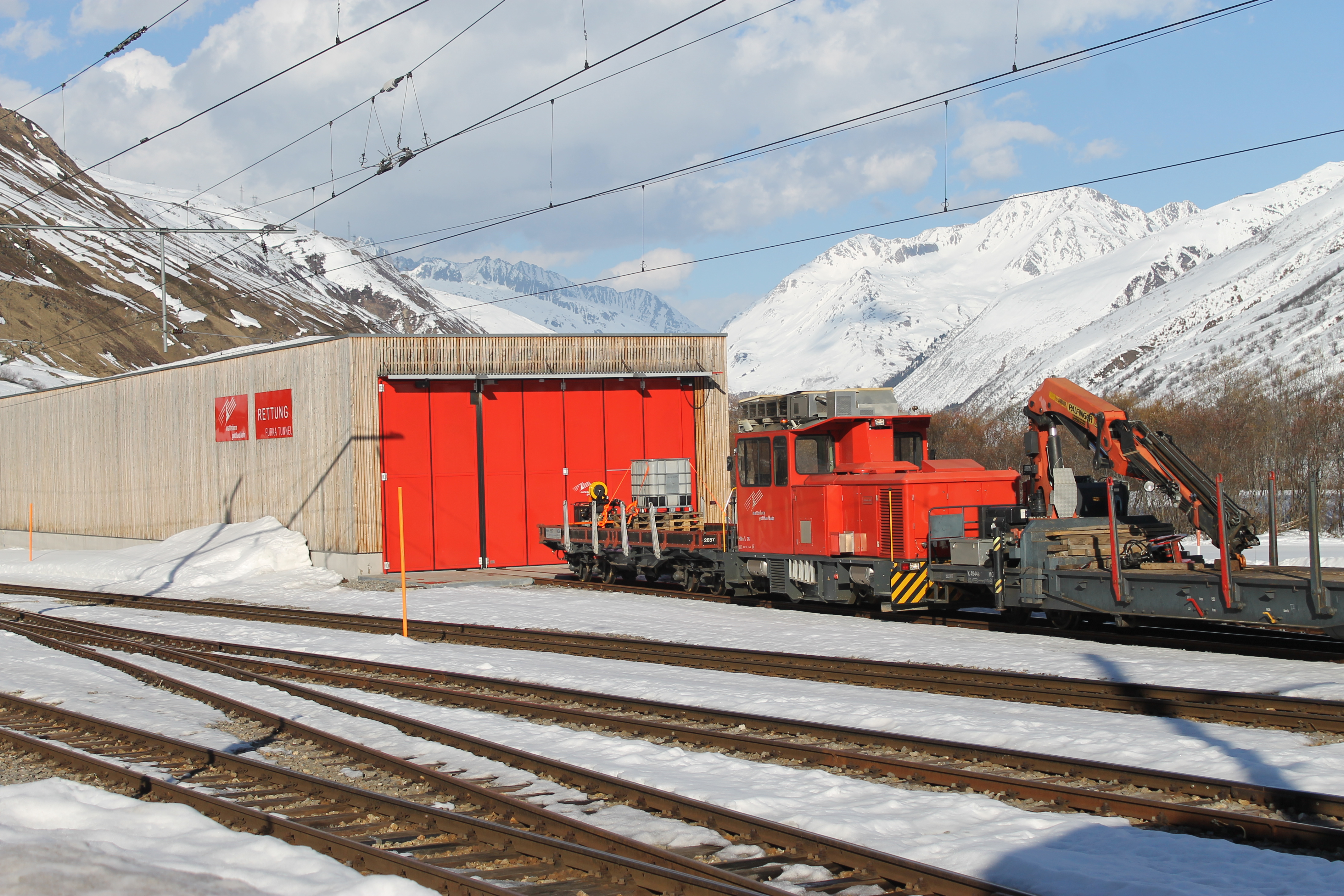
Station der Rettung Furka-Tunnel in Realp mit Lokomotive des Rettungszug

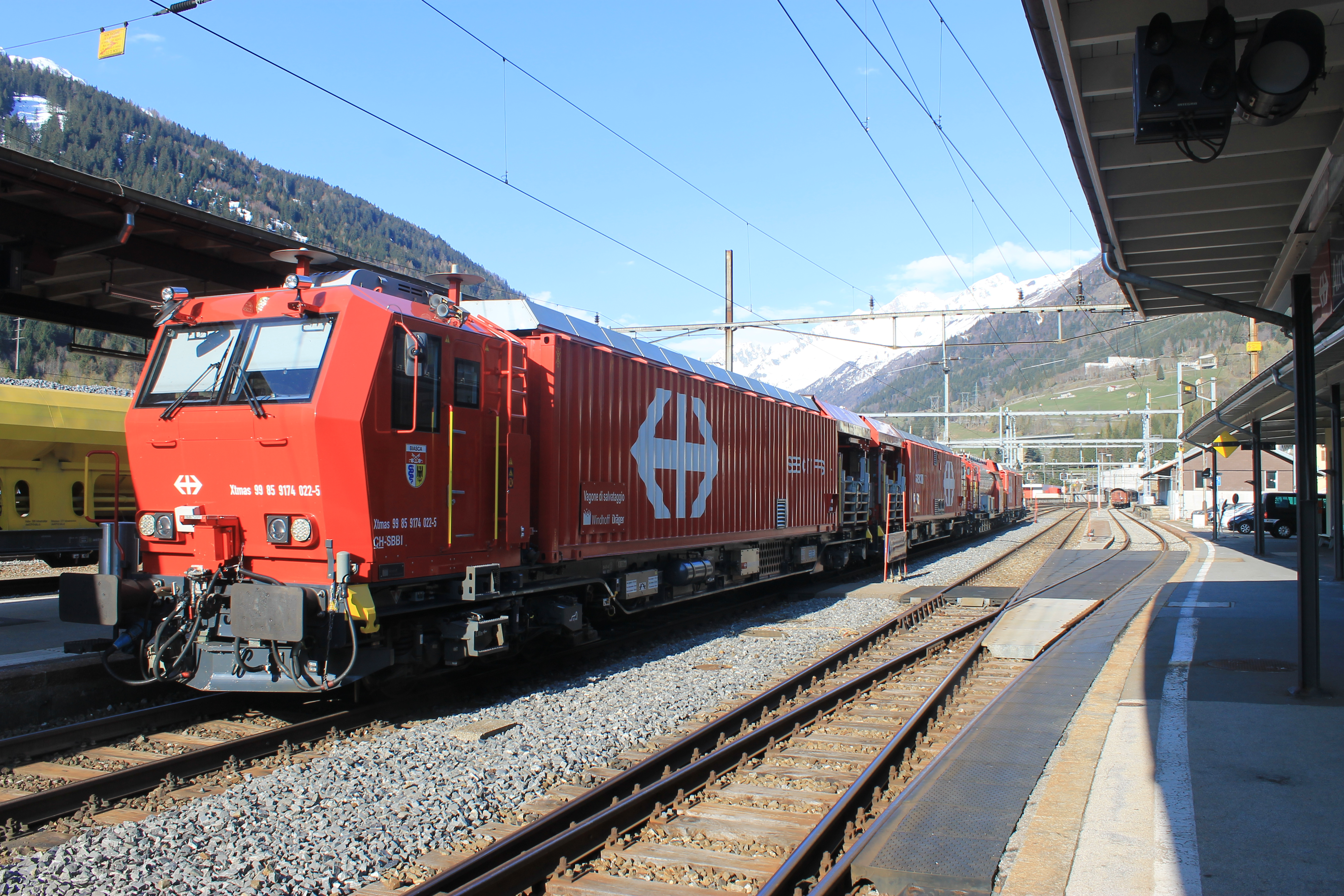
Der Rettungszug der Betriebswehr SBB Biasca im Bahnhof von Airolo. Eisenbahnverkehrsbetriebe in der Schweiz betreiben Berufsfeuerwehren.

### Organisation
In der Schweiz ist der Status Berufsfeuerwehr nicht gesetzlich geregelt. Eine Feuerwehr, die mindestens mit fünf hauptamtlichen Mitarbeitern ausrücken kann, gilt als Berufsfeuerwehr. In der Schweiz gab es eine weitere Besonderheit: In einigen Städten übernahm die Polizei den ersten Abmarsch. Diese Einheiten wurden als „Polizei-Löschpikett“ bezeichnet. Die letzten gab es in Luzern (bis 2016) und Schaffhausen (bis 2019).
Aufgrund der schwierigen topographischen Lage betreiben Verkehrsunternehmen Berufsfeuerwehren, die primär zum Schutz von Tunneln und Zufahrtsstrecken eingesetzt werden.
In der Schweiz werden Betriebsfeuerwehren großer Flughäfen oder großer Industriebetriebe dagegen auch als Berufsfeuerwehren bezeichnet, in Deutschland wären dies Werkfeuerwehren. Auch übernehmen diese öffentliche Aufgaben. So wird die Flughafenfeuerwehr des Flughafens Kloten von Schutz und Rettung Zürich – der Berufsfeuerwehr der Stadt Zürich – betrieben und ist somit auch für den nördlichen Teil der Stadt Zürich zuständig. Auch unterstützt die Flughafen Feuerwehr die Feuerwehren anderer Gemeinden. Dies ist dem Umstand geschuldet, dass Feuerwehren als Dienstleistung gesehen werden, die an andere Organisationen vertraglich ausgelagert werden können. So betreiben mehrere Gemeinden oft eine Feuerwehr, welche in einer eigenen Gesellschaft organisiert ist. Als Beispiel soll der Sicherheitsverbund Region Gossau kurz SVRG dienen. Der SVRG ist für die Gemeinden Andwil, Degersheim, Flawil, Gossau und Waldkirch zuständig.
Neben den bereits genannten Organisationsformen existieren Milizfeuerwehren, die grundsätzlich wie Freiwillige Feuerwehren organisiert sind. Unterschied zu den Freiwilligen Feuerwehren ist jedoch, dass je nach Kanton oder Gemeinde eine Feuerwehrpflicht besteht. Personen, die in der Gemeinde/im Kanton wohnen und ein gewisses Alter haben, müssen Feuerwehrdienst leisten. Für den Dienst erhalten sie einen gewissen Sold, der für Einsätze und Übungen bezahlt werden (vergleichbar mit einem Stundenlohn), der je nach Gemeinde und Dienstgrad zwischen ca. 20 und 50 Franken pro Stunde liegt. Personen, die den Pflichtdienst verweigern, müssen eine Ersatzabgabe zahlen. Diese beträgt einige Prozent vom Jahreslohn und wird in der Regel mit der Einkommenssteuer eingezogen. Von dieser Ersatzabgabe wird wiederum der Sold der Feuerwehrangehörigen bezahlt. Freiwillige Feuerwehren sind in der Schweiz eher selten anzutreffen. Im Kanton Zürich wurde die Feuerwehrpflicht vor einigen Jahren aufgehoben. Sold erhalten die Feuerwehrleute trotzdem. Es ist quasi eine Freiwillige Feuerwehr mit Entlohnung. Freiwillige Feuerwehren nach deutschem Vorbild – komplett freiwillig und unbesoldet – existieren z. B. in der Stadt Zug.
Unter einer Berufsfeuerwehr versteht man in der Schweiz eine Feuerwehr, welche ganzjährig, rund um die Uhr mit mindestens fünf hauptamtlichen Einsatzkräften ausrücken kann. Normalerweise werden die hauptamtlichen Einsatzkräfte von Miliz-Feuerwehrmännern unterstützt. Eine Berufsfeuerwehr muss auch über eine ständig besetzte Fernmeldezentrale verfügen. In der Schweiz erfüllten 2020 16 Gemeinde-Feuerwehren diese Definition. Die größte Berufsfeuerwehr besitzt die Stadt Zürich. Sie bezeichnet sich als Schutz und Rettung Zürich. Das Schweizer Militär betreibt auch Berufsfeuerwehren. Ein Beispiel ist die Schadenwehr Gotthard. Auch Verkehrsbetriebe unterhalten Berufsfeuerwehren, so betreibt z. B. die Matterhorn Gotthard Bahn für den Furka-Basistunnel die Rettung Furka-Tunnel mit 48 Mitarbeitern.
In der Schweiz wurden in der nahen Vergangenheit Rettungsdienst und Feuerwehr zu einer gemeinsamen Organisation zusammengelegt. Beispiele sind Schutz und Rettung Zürich, Schutz und Rettung Bern, Rettung Basel-Stadt.
Wie beschrieben findet man Berufsfeuerwehren in entlegenen Gebieten in der Schweiz. Als Beispiel mag die kleine Gemeinde Realp in Urseren dienen. Die Gemeinde hatte Stand 31. Dezember 2018 153 Einwohner. Sie liegt am Ost-Portal der Furka Basis Tunnels, einer wichtigen Ost-West-Verbindung durch die Schweiz. Theoretisch kommen auf sechs Bewohner ein Berufsfeuerwehrmann. Da der Furkapass im Winter aus Sicherheitsgründen geschlossen ist bildet der Autoverlad im Tunnel die einzige Verkehrsverbindung zwischen den Kantonen Graubünden und dem Wallis. Eine Miliz-Feuerwehr, welche die Rettung im 15 Kilometer langen Tunnel übernehmen könnte kann so nicht aufgebaut werden. Deswegen entstand eine Berufsfeuerwehr, die Rettung Furka-Tunnel. Andere Beispiele sind das Centro d’intervento del San Gottardo in Airolo. Der Feuerwehr wurde von der Schweizer Armee nach dem verehrenden Brand im Gotthard-Strassentunnel aufgebaut, nachdem es sich herausgestellt hatte, dass die damals bestehende Miliz-Feuerwehr nicht ausreichte. Die Berufsfeuerwehr stellt inzwischen auch Personal am Nordportal des Tunnels. Die Einsatzkräfte des Stützpunktes Göschenen rekrutieren sich aus den Mitarbeitern der Werkhöfe Göschenen, Altdorf und Flüelen. Es hat sich herausgestellt das bei einem Schadensfall schneller reagiert werden muss. Deswegen wird der Erste Abmarsch der Miliz-Feuerwehr mit Mitarbeitern des hauptamtlichen Infrastruktur Battalions 3 der Schweizer Armee in Andermatt besetzt. Ein weiteres Beispiel im Gebiet des Gotthard-Massiv ist die Betriebswehr SBB Erstfeld. Die Feuerwehr ist im Erhaltungs- und Interventionszentrum Erstfeld stationiert und verfügt über einen eigenen SBB Rettungszug. Sie wird von der kantonalen Chemiewehr Uri im Schadensfall unterstützt. Eine ähnlich aufgebaute Berufsfeuerwehr gibt es im ländlichen Biasca. Auch im ländlichen Oberwald im Kanton Wallis gibt es eine Berufsfeuerwehr. Sie sichert den Betrieb der Matterhorn Gotthard Bahn. Normalerweise versehen die Berufsfeuerwehrleute 24-Stunden-Schichten, worauf 24 bzw. 48 Stunden frei sind. Auch der Lötschbergtunnel wird von einer Berufsfeuerwehr abgesichert. Rund 400 Einsätze werden von der Berufsfeuerwehr der BLS AG in Frutigen mit einem Lösch- und Rettungszug und Feuerwehrfahrzeugen pro Jahr geleistet.

### Vereinigung Schweizerischer Berufsfeuerwehren
Des Weiteren betreiben auch einige große Industriebetriebe eine Berufsfeuerwehr. Einige Feuerwehren sind im Verband Vereinigung Schweizerischer Berufsfeuerwehren organisiert.
Mitglieder sind: Berufsfeuerwehr Basel, Industriefeuerwehr Region Basel AG, Feuerwehr und Zivilschutz Biel/Bienne, Schutz und Rettung Bern, Berufsfeuerwehr St. Gallen, Schutz und Intervention Winterthur, Schutz und Rettung Zürich, Service d`incendie et de secours de la Ville de Genéve, Genève Service Sécurité Aéroport, Service de secours et d`incendie de la Ville Lausanne, Schadenwehr Gotthard, Corpo civici pompieri Lugano, Service d`incendie et de secours de la Ville Neuchâtel, SIS des Montagnes neuchâteloises, Berufsfeuerwehr Stadt Luzern und die Werkfeuerwehr Roche.

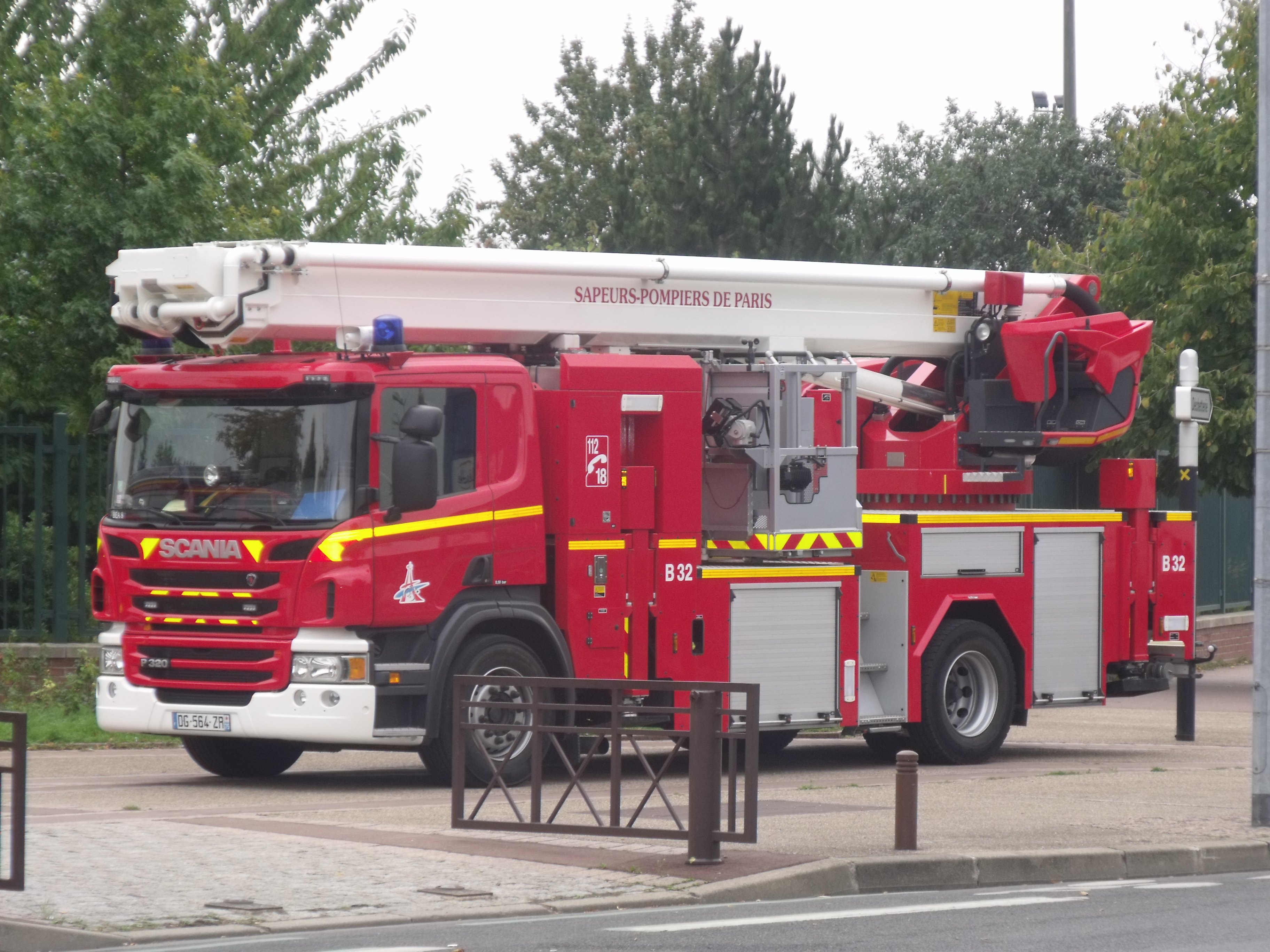
Drehleiter der Pariser Feuerwehr

## Frankreich
Die Pariser Berufsfeuerwehr wurde im Jahr 1793 unter dem Namen Corps des gardes-pompes de la ville de Paris gegründet. Nach dem Brand der österreichischen Botschaft am 1. Juli 1810 erklärte Napoléon dieses Corps im Jahr 1811 unter dem neuen Namen Bataillon de sapeurs-pompiers de Paris zu einer militärischen Einheit. Im Jahr 1867 nahm diese Feuerwehr den Namen Régiment de sapeurs-pompiers de Paris und 1967 schließlich den heutigen Namen Brigade de sapeurs-pompiers de Paris an. Auch das Marinefeuerwehrbataillon von Marseille ist eine militärische Einheit, die den Brandschutz in Marseille sicherstellt. Im übrigen Frankreich gibt es zivile Feuerwehreinheiten auf Ebene der Departements und Kommunen, die vom französischen Innenministerium organisiert, beaufsichtigt und ausgebildet werden.
Insgesamt sind 255.050 Personen, davon 56.250 Berufsfeuerwehrleute und 198.800 freiwillige Feuerwehrleute, im Feuerwehrwesen in Frankreich tätig.